# Новокубово
Новокубо́во (рос. Новокубово, башк. Яңы Ҡобау) — село у складі Іглінського району Башкортостану, Росія. Входить до складу Чуваш-Кубовської сільської ради.
Населення — 283 особи (2010; 161 в 2002).
Національний склад:
- башкири — 95 %